# بنه (همیاری روستایی)
بُنِه یکی از اشکال تعاونی و همیاری روستایی است. بُنه، در ایران ریشه عمیق و تاریخ طولانی دارد. به ویژه در جوامع روستایی، یک سنت کهن محسوب می‌شود.

## اشکال همیاری روستایی
بارزترین اشکال همیاری روستایی را می‌توان در نسق بندی اراضی زراعی در روستاها، گروه‌های تعاونی و کار مانند بُنه، صحرا، حراثه، نظام حقابه و لایروبی نهرها و قنوات و شیوه‌های جمعی گله‌داری را مشاهده کرد که به صورت سنتی بین روستاییان به‌ویژه کشاورزان و دامداران معمول بوده و به تناسب نیازهای جامعه روستایی و بافت اجتماعی، اقتصادی و آداب و سنت‌های روستاییان به وجود آمده است.
سازمان‌های همیاری روستایی در ایران، از قدمت چندین صد ساله برخوردارند و دارای بستر تاریخی و هویت فرهنگی مستقل می‌باشند. هرچند به لحاظ جامعه‌شناسی روستایی و کشاورزی، تحقیق زیادی بر روی انواع همیاری از قبیل بُنِه، حراثه، یاور و مانند آن انجام نشده‌است.

## دلایل شکل‌گیری بُنِه
یکی از عوامل بوجودآوردندهٔ (بُنِه‌ها) در ایران، شیوهٔ بهره‌برداری و کار روی زمین با در نظر گرفتن تفاوت‌های اقلیمی و در نظر گرفتن شرایط سخت طبیعی بوده‌است. در مناطقی که امکانات مساعد طبیعی وجود داشت، زارعان با فعالیت انفرادی به بهره‌بردای مطلوب می‌رسیدند. اما در مناطق نامساعد طبیعت که میزان برداشت محصول در گرو کمیت آب و شیوه‌های بهره‌بردای از آن بود، بُنه به صورت کارآمدترین طریقهٔ کشت و زرع، به ویژه در چگونگی بهره‌برداری از آب، ظاهر می‌شد.
در بسیاری از روستاهای ایران، اساس آبیاری بر بهره‌گیری از قنات و نهرها استوار است. در این روستاها، طول نهرهایی که آب را به زمین کشاورزی انتقال می‌دهند، بسیار زیاد است و آبیاری به شیوهٔ فردی انجام پذیر نیست. به علاوه، به دلیل کثرت عامل انسانی و کمبود عوامل تولیدی، به منظور به حداکثر رسانیدن مطلوبیت تولیدی، وجود سازمان‌های خاصی ضروری بوده‌است. از این‌رو، استفاده از آب و آبیاری مزارعی که مالکیت آن‌ها یا محصول کاشته شده در آن‌ها، متعلق به بیش از یک نفر است، سبب تشکیل گروه‌های متشکل می‌شود.

## تعریف بُنِه
بُنِه عبارت بود از یک واحد تولیدی مستقل زراعی که عده‌ای دهقان با سمت‌ها و تجارب کاری معین خود، براساس تقسیم کاری که مبتنی بر امتیازات اقتصادی و منزلت‌های اجتماعی، در یک یا چند قطعه زمین مشخص با مقدار آب و نیروی شخم معین، به مدت یک سال زراعی، در یک آبادی به کشت می‌پرداختند. به‌طور خلاصه، بُنِه یک گروه کار زراعی (مرکب از نیروی شخم و نیروی کار) است که با وسایل و ابزار منقول و غیرمنقولی که تعلق به بُنِه داشت، بر اساس عرف محل و با توجه به سهم آبی که از مدار گردش آب ده سهم می‌برد، روی سهمی از زمین‌های قابل کشت ده، در یک ده یا آبادی به کشت می‌پرداختند.
بُنِه یکی از اصطلاحات جامعه‌شناسی روستایی است و عبارت است از واحدی زراعی سنتی در نظام ارباب رعیتی سابق و مشتمل بر یک یا چند قطعه زمین زراعی و آبی و دیمی که در آن تعدادی زارع به کار تولید زراعی اشتغال داشتند. در بنه‌ها زارعان اغلب دسته‌جمعی به کار اشتغال داشتند و با در نظر گرفتن سهم ارباب، محصول را بین خود تقسیم می‌کردند. از این لحاظ در بنه‌ها همکاری نزدیکی بین زارعان وجود داشت.

## سمت سربُنِه
سمت سربُنِه بودن یا رئیس به تجربه کاری و نیز دارا بودن امتیازات مالی بستگی داشته‌است که گاه هم بر اساس خویشاوندی و گاه نیز بر مبنای منشأ جغرافیایی اقوام تعیین‌کننده بوده‌است. هر سربُنِه دارای یک یا دو معاون با نام‌های پابُنِه و یاوربُنِه
داشته‌است.

## بُنِه‌بندی
بُنِه‌بندی عبارت است از تعویض زمین‌های زراعی (بنه‌ها) با قرعه کشی در هر سال، با در نظر گرفتن درجه مرغوبیت خاک و وضع آبیاری زارعان به منظور استفاده بهتر از آب در واحدهای کار زراعی (بنه‌ها)، برای زراعت در هر سال زمین‌های زراعی خود را با در نظر گرفتن عرف محل، تعویض می‌کنند. بنه‌بندی به امور آب و زمین ارتباط داشته چنان‌که، بنه‌بندی زمین و بنه‌بندی آب وجود دارد.
در بنه‌ها نوعی بهره‌برداری دسته‌جمعی پدید آمده است، بدین معنی که زارعان دسته جمعی کار کرده و محصول را به‌طور مساوی بین خود تقسیم می‌کنند درحالی‌که زمین‌ها مشاع است. پس از اصلاحات ارضی در برخی مناطق، زمین‌ها در دست صاحبان نسق تثبیت شد. در برخی مناطق نیز بنه‌بندی آب به جا مانده و بنه‌بندی زمین از میان رفته است. در بسیاری از روستاها نیز اثری از بنه‌بندی باقی نماند.

## وسعت بُنه
وسعت بُنِه متناسب با مقدار آب و قدرت کشش آن بوده‌است. وسعت هر بنه در روستاها متفاوت بوده، از یک جفت گاو تا چهار جفت تغییر می‌کرد. در حقیقت مقدار آب هر ده بر اساس مدار گردش آبادی که معمولاً بین ۶ تا ۱۲ روز، یک شبانروز آبیاری کامل می‌شد و مقدار معینی زمین را آبیاری می‌کرد. در یک سال زراعی، بُنِه از نظر زمین و آب و متعلقات مربوط به کار و شخم ثابت باقی می‌ماند. (منبع شماره ۵)

## اهمیت بُنِه
برای فهم عظمت و تأثیر بنه‌ها در اقتصاد کشاورزی ایران باید گفت: به صورت برآورد، تا مقطع ۱۳۲۰ شمسی، با جمعیت ۱۴ میلیون نفر در آن مقطع، حداقل یک میلیون کشاورز ایرانی در این تعاونی‌های تولیدی عضویت و مشارکت داشتند.

## بیشتر دربارهٔ بُنِه
- بُنِه‌شناسی (تعاریف و گونه‌شناسی) - فصلنامه تحقیقات جغرافیایی. شماره ۲۴. بهار ۱۳۷۱.
- بُنِه‌شناسی (پیشینه پژوهش، نقدآرا، در چگونگی پیدایش بُنِه). فصلنامه تحقیقات جغرافیایی. شماره ۱۵. زمستان ۱۳۶۸. معاونت فرهنگی آستان قدس رضوی.
- مدخل بُنِه - دانشنامه جهان اسلام. جلد چهارم - بنیاد دائرةالمعارف اسلامی ۱۳۷۷.
- مدخل بُنِه - دائرةالمعارف بزرگ اسلامی - جلد دوازدهم (برمکیان - بوسنوی)- تهران - ۱۳۸۳. زیر نظر کاظم موسوی بجنوردی - مرکز دائرةالمعارف بزرگ اسلامی.[۱۱]